# Konstandinos Mitsotakis
Konstandinos Mitsotakis (gr. Κωνσταντίνος Μητσοτάκης; ur. 18 października 1918 w Chanii, zm. 29 maja 2017 w Atenach) – grecki polityk, wieloletni poseł do Parlamentu Grecji, minister, w latach 1984–1993 lider Nowej Demokracji, premier Grecji od 11 kwietnia 1990 do 13 października 1993.

## Życiorys
Pochodził z rodziny o wieloletnich tradycjach politycznych. Jego krewnym (bratem babki) był Elefterios Wenizelos. W parlamencie zasiadali jego ojciec ze swoim bratem, ten ostatni pełnił funkcję ministra. Konstandinos Mitsotakis studiował prawo oraz nauki polityczne i ekonomiczne na Uniwersytecie Narodowym im. Kapodistriasa w Atenach; studia ukończył w 1940, wkrótce przed wybuchem wojny grecko-włoskiej. Podczas niemieckiej okupacji uczestniczył w ruchu oporu, od 1942 walczył w oddziałach partyzanckich na Krecie. Dwukrotnie został skazany na karę śmierci – za pierwszym razem w marcu 1944 został ułaskawiony, za drugim razem w marcu 1945 uwolniony w ramach wymiany jeńców.
Po wojnie początkowo zajął się działalnością publicystyczną w ramach lokalnej gazety w Chanii. W 1946 z ramienia liberałów swojego krewnego Sofoklisa Wenizelosa został po raz pierwszy wybrany na deputowanego. Regularnie uzyskiwał reelekcję w kolejnych wyborach do czasu przewrotu z 1967. W 1961 przyłączył się z liberałami do nowo powołanej formacji centrystów Jeorjosa Papandreu, wchodząc w skład jej kierownictwa. W 1951 po raz pierwszy objął funkcję rządową, będąc wówczas wiceministrem finansów. W powoływanych w 1963 i 1964 rządach Jeorjosa Papandreu obejmował urząd ministra finansów. Stał się jednym z liderów wewnątrzpartyjnej opozycji wobec premiera, co doprowadziło do jego odwołania 15 lipca 1965. Po kryzysie politycznym był ministrem koordynacji zajmującym się sprawami gospodarczymi.
W kwietniu 1967, po przewrocie i przejęciu władzy przez juntę czarnych pułkowników, został aresztowany. Później zwolniony, w 1968 wyemigrował przez Turcję do Francji, gdzie zamieszkał w Paryżu. W 1973 powrócił do Grecji, ponownie został uwięziony, jednak w 1974 wojskowa dyktatura upadła. W tym samym roku bez powodzenia ubiegał się o mandat poselski. Posłem do Parlamentu Grecji został w 1977 z ramienia kierowanej przez siebie partii neoliberalnej. Z powodzeniem ubiegał się o reelekcję w wyborach w 1981, 1985, czerwcu 1989, listopadzie 1989, 1990, 1993, 1996 i 2000, będąc deputowanym nieprzerwanie do 2004.
W 1978 przyłączył się do Nowej Demokracji Konstandinosa Karamanlisa. Był ministrem koordynacji w latach 1978–1980, a następnie do 1981 ministrem spraw zagranicznych w gabinecie Jeorjosa Ralisa. W 1984 zastąpił Ewangelosa Awerofa na stanowisku przewodniczącego Nowej Demokracji. Kierowana przez niego ND ponownie przegrała wybory w 1985 z socjalistami. Zwyciężała następnie w obu wyborach w 1989, nie uzyskując jednak większości parlamentarnej. Doprowadziło to do kolejnych wyborów w 1990. Po nich w kwietniu 1990 Konstandinos Mitsotakis stanął na czele nowego rządu. W 1992 pełnił w swoim gabinecie funkcję ministra spraw zagranicznych. Zakończył urzędowanie na stanowisku premiera w październiku 1993 po przegranych wyborach. W tym samym roku ustąpił również z kierowania partią, został honorowym przewodniczącym Nowej Demokracji.

## Życie prywatne
W 1953 poślubił Marikę Mistotakis, która zmarła w 2012. Mieli czwórkę dzieci: trzy córki i syna, spośród nich w działalność polityczną zaangażowali się Dora Bakojani i Kiriakos Mitsotakis.